# جو ماكدونل (لاعب كرة قدم كندي)
جو ماكدونل هو لاعب هوكي الجليد ولاعب كرة قدم كندي، ولد في 11 مايو 1961 في كيتشنر في كندا. لعب مع بيتسبرغ بنغوينز وفانكوفر كاناكس.

## وصلات خارجية
- جو ماكدونل على موقع قاعدة بيانات كرة القدم.إي يو (الإنجليزية)
- جو ماكدونل على موقع دوري الهوكي الوطني (الإنجليزية)
- جو ماكدونل على موقع EliteProspects.com (الإنجليزية)
- جو ماكدونل على موقع HockeyDB.com (الإنجليزية)
- جو ماكدونل على موقع Hockey-Reference.com (الإنجليزية)